# Aperture
Aperture era un programma per macOS presentato da Apple Inc a New York il 19 ottobre 2005, progettato per i fotografi professionisti così che potessero gestire, modificare, raccogliere in album virtuali le proprie fotografie.
Con l'uscita dell'App "Foto" di OS X Yosemite, Aperture e iPhoto non sono più disponibili sul Mac App Store e non vengono più sviluppati ed aggiornati da Apple .

## Cronologia delle versioni
| Versione di Aperture | Data distribuzione | Caratteristiche |
| -------------------- | ------------------ | --- |
| 1.0                  | 30 novembre 2005   | Release iniziale |
| 1.0.1                | 21 dicembre 2005   | Correzione del bug ombra di blocco in immagini a 8 bit, EXIF problemi di esportazione, e migliorioramenti nelle prestazioni in ricerche per parole chiave |
| 1.1                  | 13 aprile 2006     | Importante aggiornamento che include nuove funzionalità come il supporto universale, migliorata la qualità delle immagini RAW, RAW fine tuning, compensazione automatica del rumore, un misuratore di nuovo colore, controllo delle esportazioni rafforzata e altri miglioramenti e correzioni di bug minori |
| 1.1.1                | 4 maggio 2006      | Risolve diverse problematiche relative alla performance, stabilità, correzione colore e la compatibilità di visualizzazione |
| 1.1.2                | 21 giugno 2006     | Risolve i problemi relativi ad affidabilità e le prestazioni generali |

### Versione 3.0
Con la versione 3.0, Aperture porta numerosi cambiamenti a livello di funzioni. È stato innanzitutto migliorato il processo d'importazione e sono state aggiunte ulteriori due funzioni per l'organizzazione delle proprie fotografie: Volti e Luoghi, funzioni già presenti in iPhoto. Inoltre, è stato migliorato l'aspetto delle regolazioni, che ora vengono ampliate per ritocchi sempre più accurati: novità rilevante riguarda l'aggiunta di Quick Brushes (pennelli rapidi) che permetto di selezionare l'area dell'immagine cui applicare la regolazione (tra cui alcune regolazioni particolari, come il timbro-clone e uno strumento di lisciatura della pelle) senza applicarla alla foto intera. Funzioni aggiuntive riguardano la gestione delle foto (parole chiave, etichette, funzione di ricerca avanzata...), dell'esportazione (fra cui esportazione verso MobileMe, Facebook, Flickr, o creazione di gallerie web in iWeb o creazione di Album fotografici, stampabili poi con il servizi stampe di Apple) e della creazione di ricordi digitali (presentazioni, con un metodo di funzionamento simile all'editing in iMovie, applicazione di montaggio video, album fotografici, biglietti...).

### Versione 3.1
Nella versione 3.1 vengono migliorate le prestazioni, l'upload verso MobileMe, Facebook e Flickr, l'integrazione con l'iLife Media Browser e l'aggiornamento di Librerie precedenti con Aperture 3.

### Versione 3.2
Aperture 3.2 aggiunge il supporto per iCloud e iOS 5, risolve problemi di stabilità, prestazioni e compatibilità.

### Versione 3.3
Nuova libreria fotografica unificata sia per iPhoto (v9.3 o successivo) e Aperture; nessuna importazione/esportazione richiesta; Volti, luoghi, presentazioni, album e condivisioni web lavorano in entrambe le applicazioni. Aggiunto il supporto per video AVCHD. Aperture consente ora di utilizzare le anteprime generate dalla fotocamera per una più veloce navigazione con i file RAW, immediatamente dopo l'importazione. Lo strumento highlights & shadows è stato aggiornato per fornire risultati di qualità superiore e lavorare con i dati della gamma estesa. Un nuovo pulsante Migliora Auto è stato aggiunto al pannello Regolazioni. Lo strumento di bilanciamento del bianco ora include il tono della pelle e il grigio naturale per semplificare il bilanciamento del colore. Pulsante Auto è stato aggiunto nello strumento Bilanciamento del bianco per il bilanciamento del colore in un solo clic. Il comando Imposta Desktop è stato aggiunto al menu Condividi in modo da impostare lo sfondo del desktop all'interno di Aperture. Una nuova opzione manuale consente di trascinare e rilasciare i progetti per personalizzare l'ordinamento nella visualizzazione dei progetti. Una nuova preferenza permette di impostare la luminosità dello sfondo del browser a schermo intero. Facebook, Flickr, MobileMe e album vengono visualizzate come miniature nella finestra principale quando gli account sono selezionati nella lista di origine. Minori cambiamenti terminologici, tra cui "Originale" invece di "Master" e "Info" invece di "Metadati". L'elenco Sorgente comprende una nuova sezione "Recenti", mostrando l'Ultima importazione e i progetti visualizzati di recente. Raw Fine Tuning non viene più visualizzato nel pannello Regolazioni per impostazione predefinita. Volti può ora essere richiamato trascinandolo dal browser volti senza-nome alle istantanee esistenti sulla corkboard. La corkboard Volti ora include un menu che consente di impostare l'ordine delle istantanee del viso. Nuova ridisegnata source list e icone della barra degli strumenti in bianco e nero. Risolve problemi relativi a numerose prestazioni e stabilità.